# Adriaan de But
Adriaan de But (Saeftinghe, 1437 – Koksijde, 24 juni 1488) was een cisterciënzermonnik in de abdij van Ten Duinen, waar hij kroniekschrijver werd.

## Levensloop
Adriaan de But werd geboren in Saeftinghe, een dorp bij Hulst (Zeeland), dat later verdween onder een watervloed (zie: Verdronken Land van Saeftinghe). Vandaar dat hij ook bekendheid kreeg onder de naam Adriaen van Saeftinghe. Hij werd ook soms vermeld als Adrianus Butius.
Hij leidde, zo werd geschreven, het vrolijke leven van een eerder 'ongedurige' jongeling. Als jonge man studeerde hij aan de katholieke universiteit in Leuven, zonder een diploma te behalen. In 1458 nam zijn familielid, de abt van de Duinenabdij Jan Crabbe (zelf geboren in Hulst), hem onder zijn hoede en stuurde hem naar de Universiteit van Parijs voor verdere studies. Hij stortte er zich opnieuw in het vrolijke studentenleven. In 1460, na een geestelijke ommekeer, trok hij zich in de Duinenabdij terug maar werd kort daarop door Crabbe opnieuw naar Parijs gestuurd. Ditmaal nam hij de studies ernstig en keerde terug naar het abdijleven met een academische graad in de godgeleerdheid. 
In 1479 werd hij tot prior benoemd in zijn abdij. De vele afwezigheden van de abt, in dienst als raadgever van Maria van Bourgondië en Maximiliaan van Oostenrijk, maakten dat hij feitelijk de verantwoordelijkheid van de algemene leiding van de abdij moest op zich nemen, wat hem te zwaar woog. Hij nam dan ook spoedig ontslag en gaf er de voorkeur aan zich toe te leggen op het schrijven van kronieken en traktaten. Tevens vervulde hij de bescheiden functie van portier.

## Geschriften
Van Adriaan de But zijn heel wat geschriften bewaard, meestal in handschrift, sommige in gedrukte vorm. De Duinenabdij in Brugge bewaarde ook een verzameling brieven van en naar Adriaan de But, die echter na de Franse Revolutie niet meer werden teruggevonden. Uitzondering maakten de 25 brieven die aan de But in Parijs werden gericht en door A. De Poorter werden gepubliceerd.
- Historia Monasterii Dunensis, ad sua usque temporen (publicatie: Genootschap voor geschiedenis, Brugge, 1839).
- Gesta Comitum Frandriae, ab anno 1465, ad annum 1478.
- Tractatus de immaculata conceptione Beatae Mariae Virginis.
- Chronicon Flandriae inde a Ludovico I° usque ad mortem Joannis ducis Burgondiae (publicatie: 1837).
- Supplementum Chronici Magistri Aegidii à Roya et Bartholomosi de Beca, religiosorum Dunensis ab anno 1463 usque ad annum 1478 (publicatie: Frankfurt, 1620)
- Rapiarium (publicatie: H. Kervijn de Lettenhove, Chroniques relatives à l'histoire de la Belgique sous la domination des ducs de Bourgogne, Brussel, 1876.